# Rio Kissimmee
O rio Kissimmee é um rio na parte central do sul da Flórida, nos Estados Unidos. Nasce no condado de Osceola e é efluente do lago Tohopekaliga Oriental, atravessando depois os lagos Tohopekaliga, Cypress, Hatchineha e Kissimmee. A sul do lago Kissimmee, o rio define os limites entre os condados de Osceola, Polk, Highlands, Okeechobee e Glades antes de desaguar no lago Okeechobee. Tem cerca de 216 km, dos quais 165 km entre os lagos Kissimmee e Okeechobee. A sua bacia hidrográfica cobre uma área de 7600 km².

## Fonte
- Lee Hinnant.  « Kissimmee River » em Del Marth e Marty Marth, eds. The Rivers of Florida. Sarasota, Florida: Pineapple Press, 1990. ISBN 0-910923-70-1.